# Trung tâm Hội nghị Quốc gia (Việt Nam)

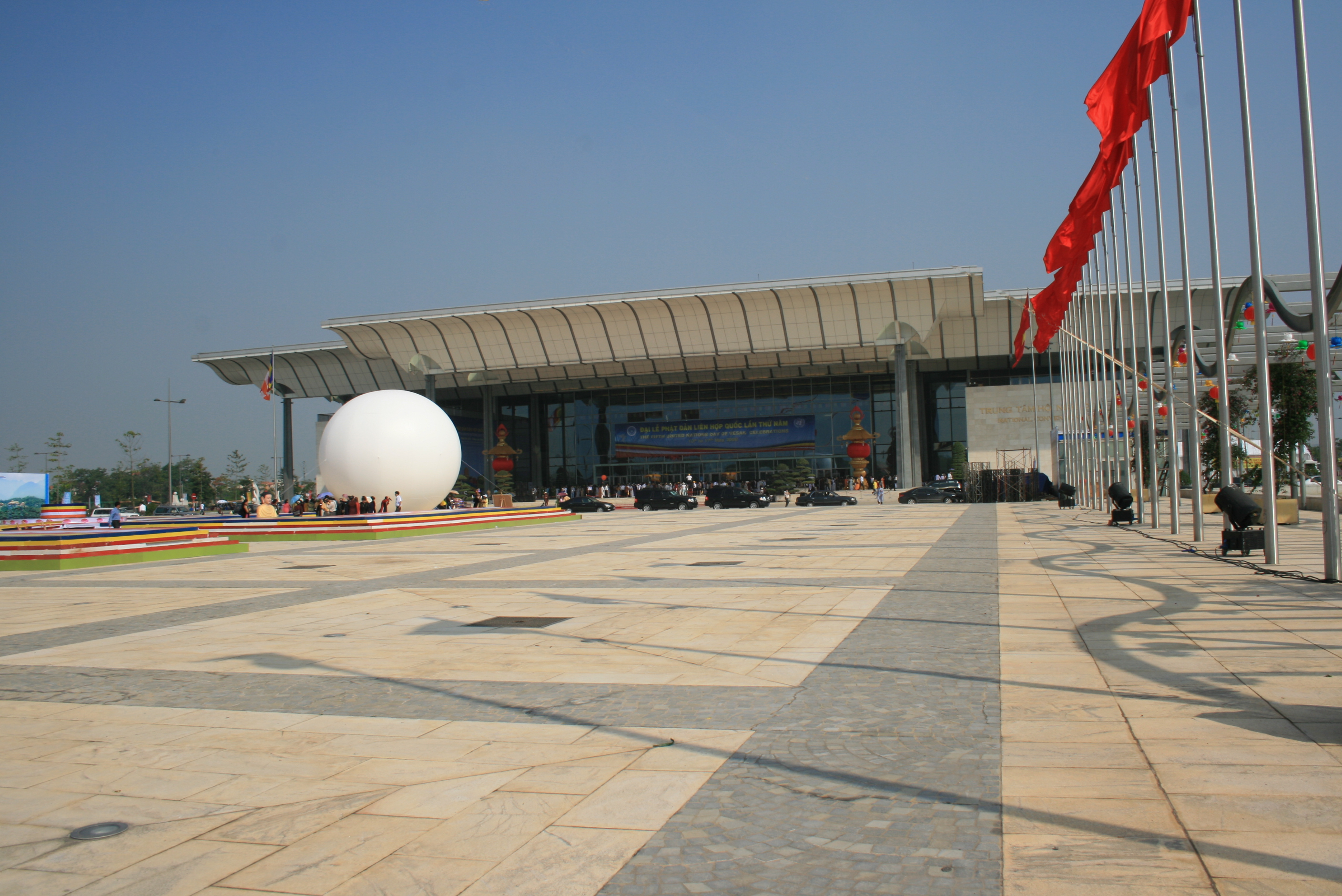
Trung tâm Hội nghị Quốc gia Việt Nam

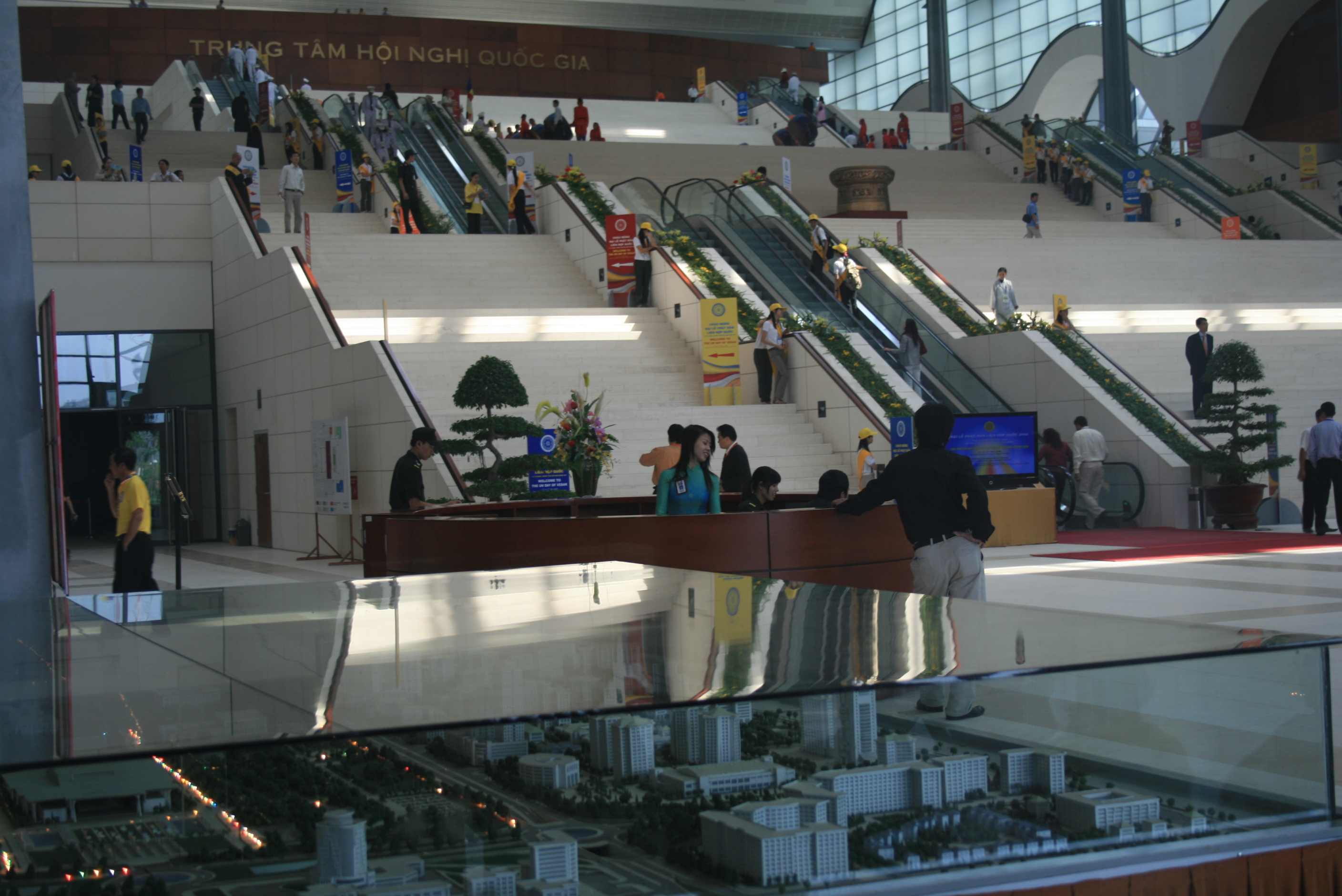
Sảnh chính TTHNQG

Trung tâm Hội nghị Quốc gia Việt Nam nằm tại đường Phạm Hùng, phường Từ Liêm, thành phố Hà Nội và được coi là tổ hợp công trình đa năng lớn nhất tại thủ đô. Sự kiện đầu tiên diễn ra ở đây là Hội nghị thượng đỉnh Diễn đàn Hợp tác Kinh tế châu Á - Thái Bình Dương (APEC) vào ngày 18 và 19 tháng 12 năm 2006. Đây là nơi tổ chức các đại hội, hội nghị của Đảng Cộng sản Việt Nam, hội nghị quốc tế, các hoạt động chính trị, thương mại mang tính quốc gia và quốc tế. Công trình được khởi công xây dựng vào tháng 11 năm 2004 và hoàn thành sau 22 tháng thi công.

## Phương án kiến trúc
Kiến trúc của công trình được chọn từ phương án "Lượn sóng biển Đông" do chuyên gia người Đức Meinhard Von Gerkar và Nikolaus Goetze thiết kế, theo ý tưởng cảnh quan di sản thế giới Vịnh Hạ Long .

## Quy mô
Chính phủ Việt Nam đã chỉ định 9 tổng công ty thuộc Bộ xây dựng tham gia thực hiện công trình này, đứng đầu là Tổng Công ty Xây dựng Hà Nội. Công trình được coi là công trình thuộc vào loại lớn và hiện đại trong khu vực Đông Nam Á. Các đơn vị thi công phải huy động gần 5.000 cán bộ công nhân viên lao động suốt ngày đêm. Các đơn vị thi công đã phải sử dụng tới 14.000 tấn cốt thép, 12.500 tấn kết cấu thép, 34.000 m² đá ốp lát, 50.000 m² kính mặt đứng và kính lợp mái .
Vốn đầu tư trên 4.300 tỷ đồng, đây là công trình đa năng, có diện tích sàn 60.000m².
- Tòa nhà chính là khối nhà 5 tầng, cao trên 50m [5].
- Phòng họp chính tại tầng 2 tòa nhà với diện tích 4.256 m² có sức chứa 3.800 chỗ ngồi [3]. Đây là phòng họp được thiết kế với hệ thống sân khấu đa chức năng, được trang bị tới 3 màn hình máy chiếu phù hợp với các loại hình nghệ thuật. Phòng họp này có thể chia thành hai không gian riêng biệt bằng hệ thống vách ngăn tự động đáp ứng các yêu cầu phục vụ các hoạt động khác.
- Phòng khánh tiết nằm tại tầng 1 tòa nhà có diện tích 2.100 m² [3]. Phòng khánh tiết có hệ thống sân khấu để phục vụ cho các buổi biểu diễn nghệ thuật, có thể tự động chia làm hai không gian riêng biệt.
- 2 phòng họp nguyên thủ được trang bị hệ thống micro, tai nghe nhiều thứ tiếng.
- 24 phòng họp nhỏ, mỗi phòng họp nhỏ, nếu cần có thể phân làm 3 phòng, tức là có thể có tới 72 phòng họp loại nhỏ hơn nữa.
- Khu hội thảo
- Trung tâm báo chí và truyền hình ở đây có 3 phòng riêng biệt dành cho truyền hình, phát thanh và báo viết.
- Khu triển lãm

Phong khánh tiết có hai bức Hạ Long đỏ và Hạ Long vàng bằng sơn mài nằm ở hai bức tường đối xứng nhau của phòng khánh tiết. Đây được coi là những bức tranh sơn màu lớn nhất thế giới; kích cỡ 4,2 m, dài 33 m. Bức Hạ Long làm bằng vàng; Hạ long đỏ được làm bằng chất liệu son trai truyền thống .
Trung tâm hội nghị quốc gia còn được trang trí bởi 12 bức trang khổ lớn, hầu hết là sơn mài, trong đó có bức Thiếu nữ trong vườn của Nguyễn Gia Trí và Chùa Thầy của Hoàng Tích Chù (chép từ tranh gốc theo khổ 2,4.-2,5 m) và 60 bức tranh khác loại.
- 3 bãi đỗ xe nổi và hệ thống ga-ra ngầm với sức chứa gần 1.100 ôtô các loại, riêng hệ thống gara ngầm là hơn 500 xe [3].
- Một sân đỗ trực thăng lên thẳng, hệ thống sân khấu ngoài trời. Ngoài hệ thống điện lưới quốc gia, tại đây còn có hệ thống cung cấp điện dự phòng và nguồn pin năng lượng mặt trời để sưởi ấm toàn bộ tòa nhà và dự phòng trong trường hợp khẩn cấp.
- Quảng trường phía trước rộng gần 10.000 m² với cây xanh, thảm cỏ, hệ thống hồ điều hòa khí hậu, và 30 bức tượng đá của nhà điêu khắc Nguyễn Long Bửu [6].

Từ khi chính thức đưa vào hoạt động đến nay, Trung tâm Hội nghị Quốc gia là nơi tổ chức rất nhiều sự kiện quan trọng trong nước và quốc tế, góp phần quảng bá, đưa hình ảnh về một Việt Nam hiện đại trong mắt bạn bè quốc tế. Có thể kể đến các sự kiện như:
- Hội nghị thượng đỉnh Diễn đàn Kinh tế châu Á - Thái Bình Dương APEC (Tháng 12/2006)
- Đại lễ Phật đản Liên hiệp quốc VESAK lần thứ V (Tháng 5/2008).
- Hội nghị cấp cao ASEAN lần thứ 16 (Từ 8-9 tháng 4/2010)
- Đại hội Đảng toàn quốc lần thứ XI (2011), XII (2016), XIII (2021), XIV (2026)
- Đại hội đại biểu toàn quốc Trung ương Mặt trận Tổ quốc Việt Nam lần thứ VIII (Tháng 9/2014)
- Hội nghị thường niên Tổ chức hành chính miền Đông thế giới EROPA 2014 (Tháng 10/2014)
- Hội Thi tay nghề ASEAN lần thứ 10 (Tháng 10/2014)
- Lễ kỉ niệm thành lập Đảng Cộng sản Việt Nam (2015, 2020, 2025)
- Đại hội đồng Liên minh Nghị viện Thế giới IPU 132 (28/3- 1/4 năm 2015)
- Lễ kỉ niệm 125 năm ngày sinh Chủ tịch Hồ Chí Minh (19/5/2015)
- Vòng bảng Giải đấu Giao hữu Quốc tế Liên Minh Huyền Thoại Giữa mùa 2019 (Mid-Season Invitational 2019)
- Các bộ môn thể thao điện tử tại Đại hội Thể thao Đông Nam Á 2021

và rất nhiều sự kiện khác.....

## Hình ảnh

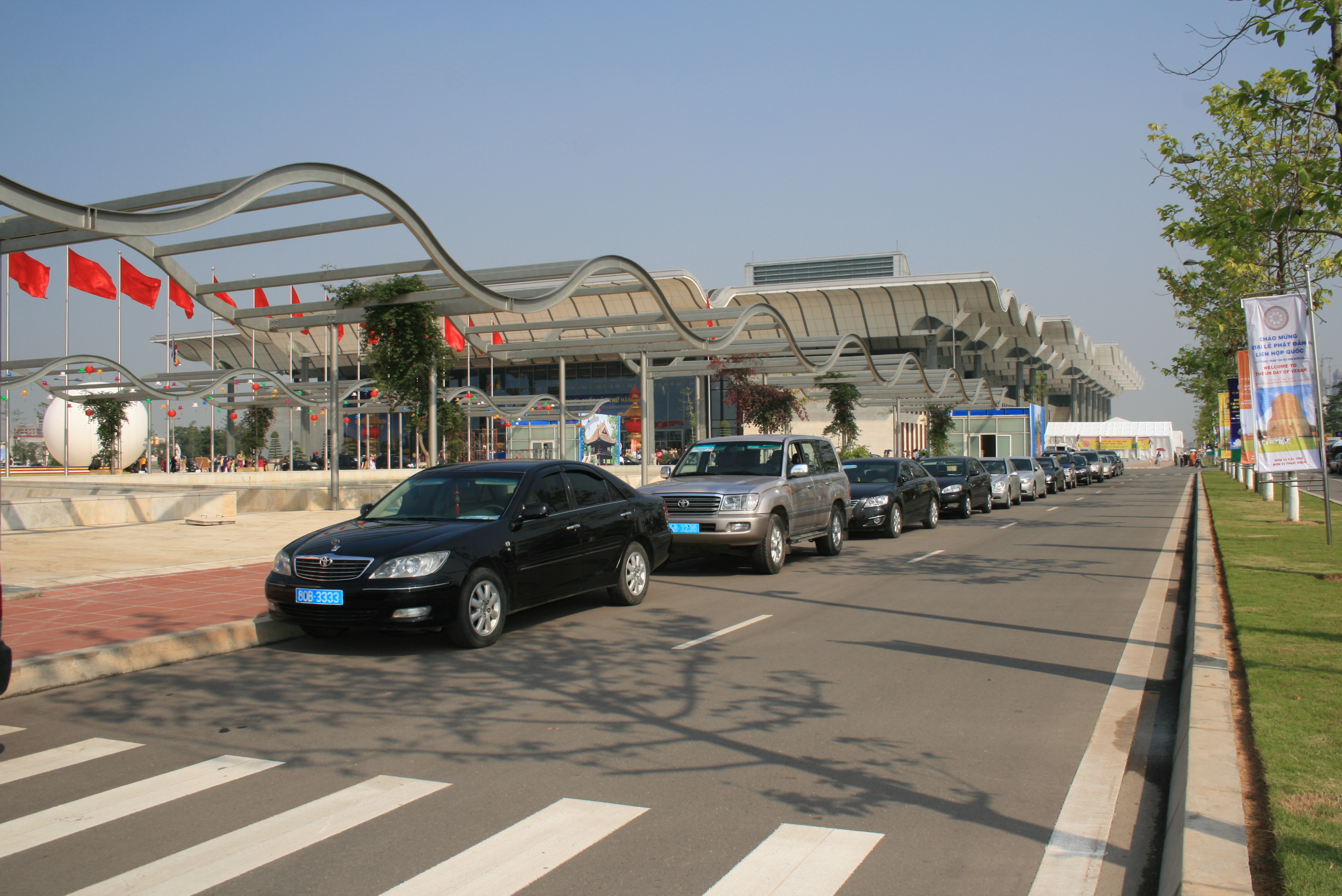
Trung tâm Hội nghị Quốc gia Việt Nam
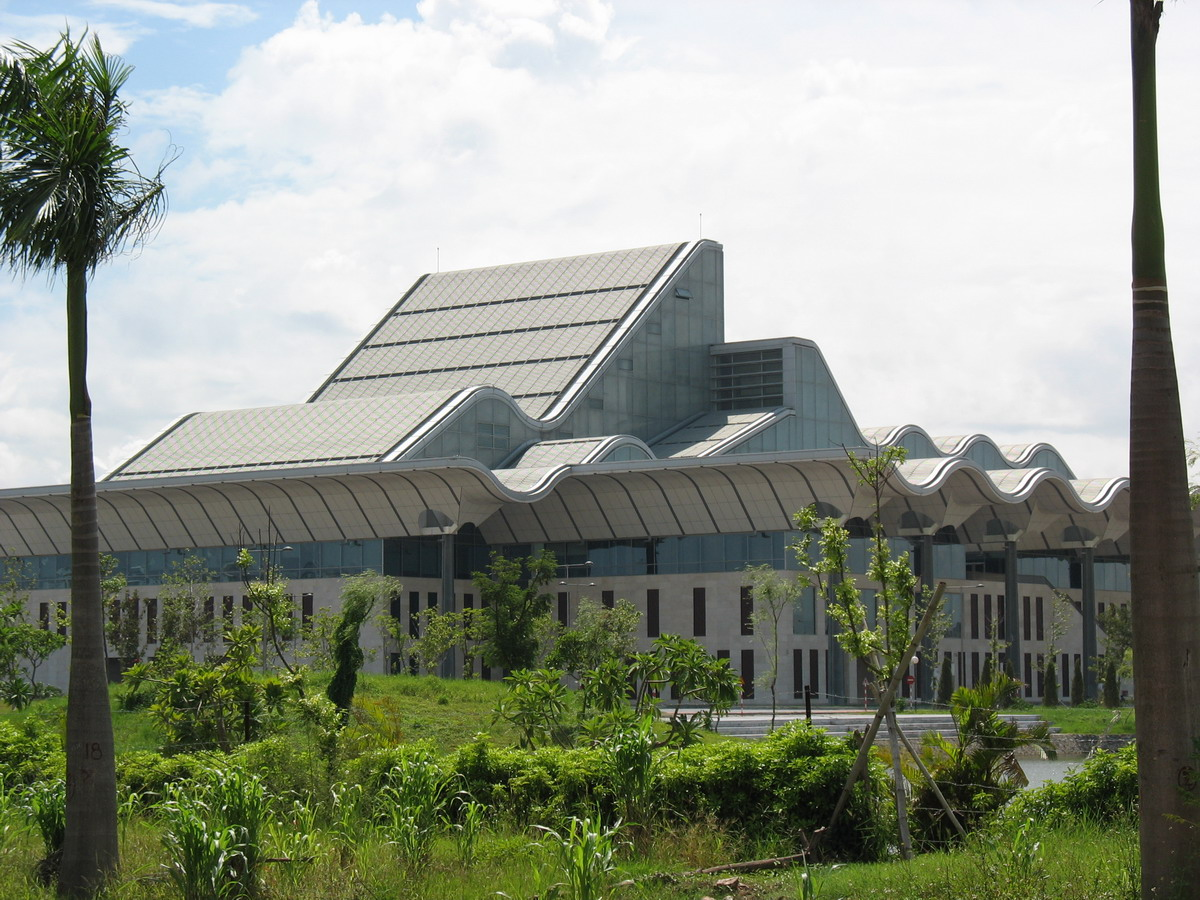
Bên ngoài của Trung tâm
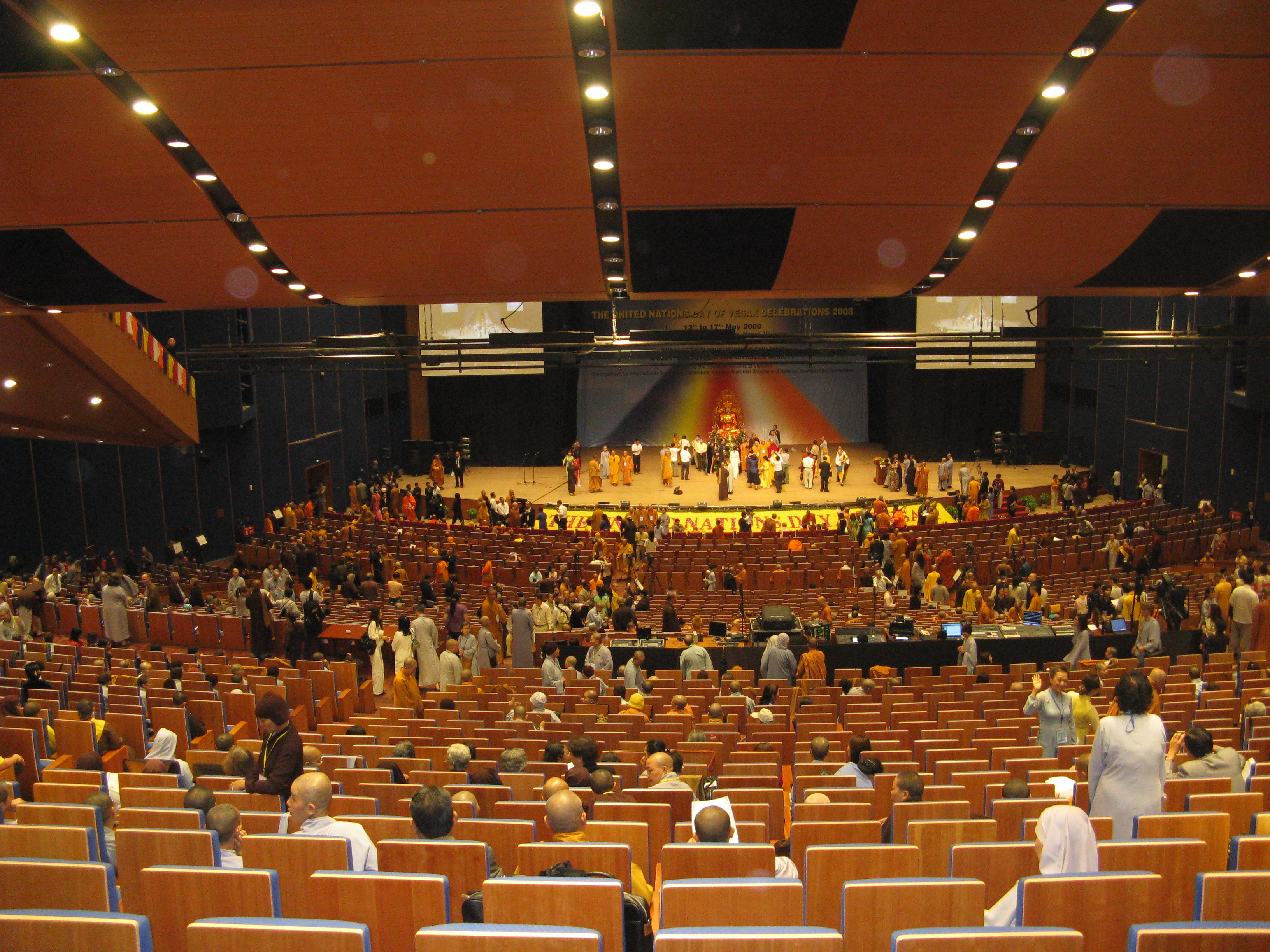
Hội trường
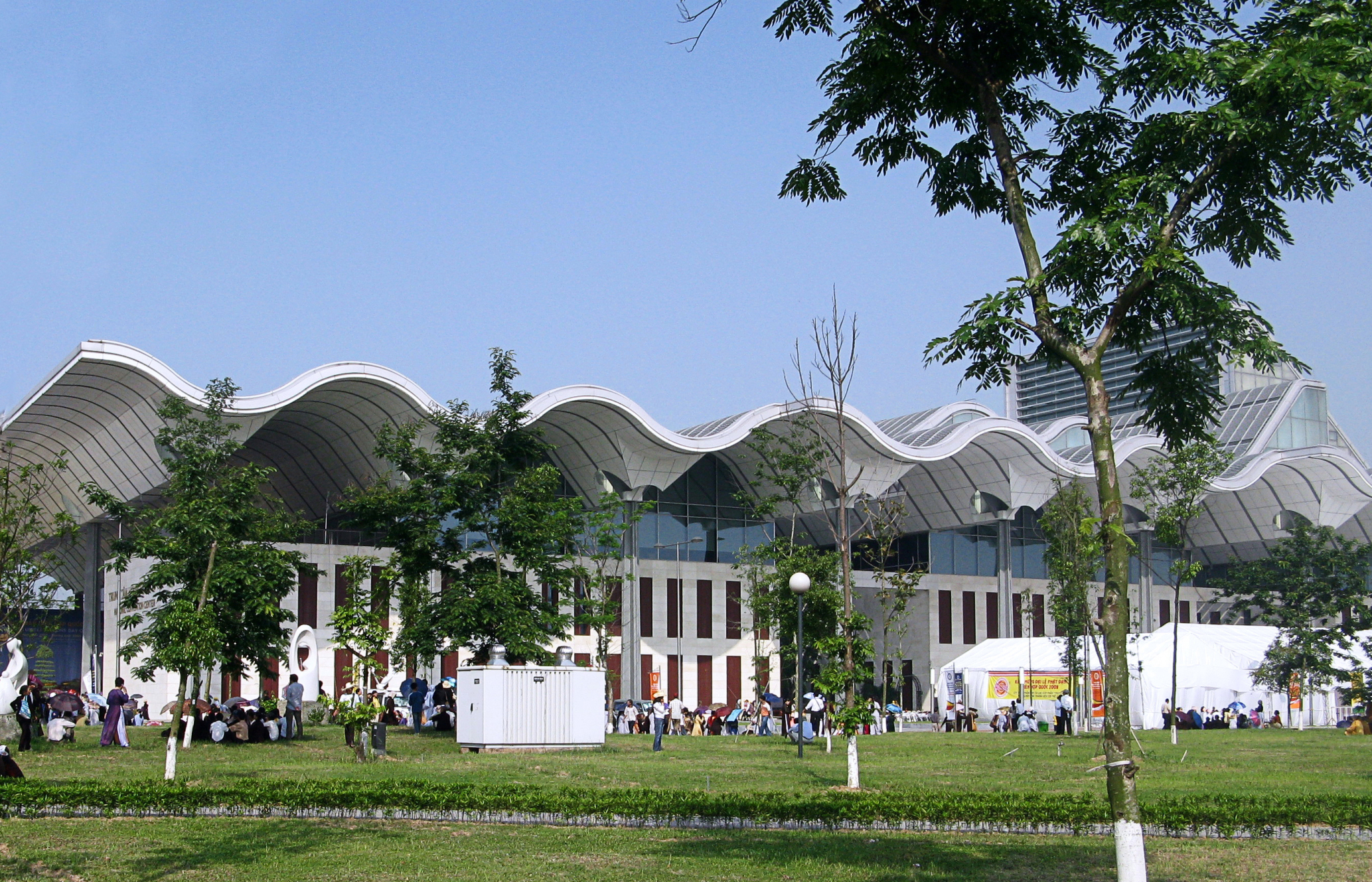
Kiến trúc "Lượn sóng biển Đông
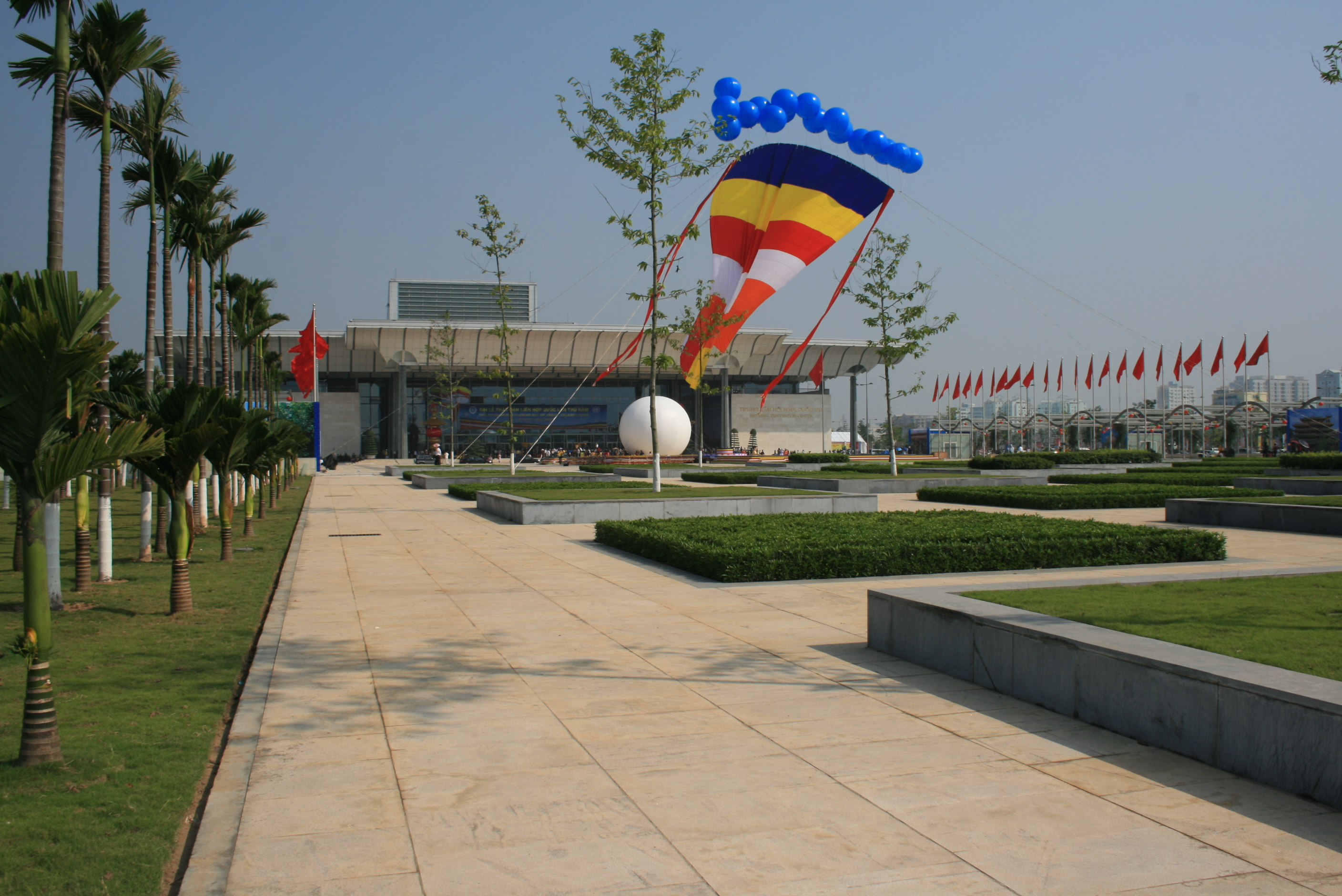
Nhìn từ bên trái